# Naissance en 1393
Naissance
- 1389
- 1390
- 1391
- 1392
- 1393
- 1394
- 1395
- 1396
- 1397

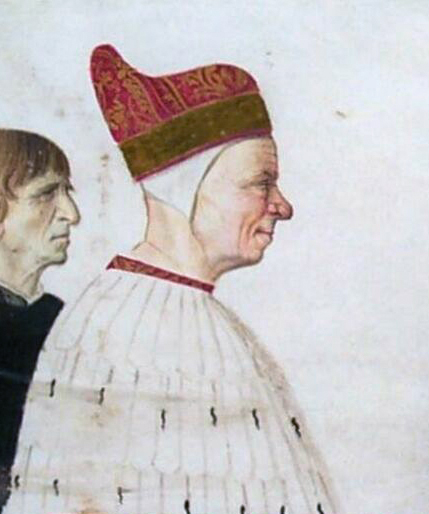
Andrea Vendramin, né en 1393.

Cette page dresse une liste de personnalités nées au cours de l'année 1393  :
- 24 août : Arthur III de Bretagne, dit le Connétable de Richemont ou le Justicier, duc de Bretagne.
- 8 décembre : Marguerite de Bourgogne, dauphine de France.

- Marie de France, fille de France et religieuse.
- Battista di Biagio Sanguigni, Maître de 1419, peintre et un miniaturiste italien  du gothique international pendant la pré-Renaissance.
- Mariotto di Cristofano, peintre italien de l'école florentine.
- Jacomo Fontana, ou Giovanni Fontana, médecin, naturaliste, physicien, mécanicien et écrivain technique italien auteur d’un Bellicorum instrumentorum liber
- Pierre Godart, changeur, associé de Jacques Cœur dans la première Compagnie du Levant.
- Henry Percy, 2e comte de Northumberland.
- Andrea Vendramin, 71e doge de Venise.

## Crédit d'auteurs
- Cet article est partiellement ou en totalité issu de l'article intitulé « 1393 » (voir la liste des auteurs).